# Maddikyachenahalli, Krishnarajpet
Maddikyachenahalli là một làng thuộc tehsil Krishnarajpet, huyện Mandya, bang Karnataka, Ấn Độ.